# تيكه
تيكه (بالإنجليزية: Tyche)‏ وتكتب باليونانيه "Τυχη" والتي تعني «الحظ» وباللاتينية "Tyche": هي معبودة الحظ عند اليونانيين، وهي ابنه كبير المعبودات اليونانية زيوس وكانت ترمز إلى «روح» الحظ، الفرص، العناية الإلهية، والمصير.
تم تكريمها عادة في ضوء أكثر إيجابية باسم ايوتيكهيا "Eutykhia"، إلهة الحظ الجيد والنجاح والازدهار. موقع ثيو

## الصور والتماثيل
صورت تيكه مع سمات وأشكال مختلفة:
- تحمل الدفة أو الموجه تمثل انها «التوجيه الالآهي» أو «مسيرة شؤون العالم».
- معها كرة قادرة على الدوران في أي اتجاه، مثلت عدم الثبات والتفاوت والتقلب للحظ والثروة.
- وأيضا صورت ومعها الطفل بلوتوس "Ploutos" رمز الثراء.موقع ثيو
- أو قرن امالثيا "The Horn of Amalthea" أو قرن الوفرة ممثلاً الثروة ووفرة الهدايا.موقع ثيو
- وصورت على انا واقفة على ظهر رجل يسبح وهو إله نهر العاصي وتحمل رزمة من الحنطة تمثيلا للتحكم بفيضان النهر ووفرة الغلال.موقع ثيو

وفي هذا الصدد كانت تسمى واحدة من «موايراي» "Moirai " أو آلهه القدر.
"(Tykhe)" تيكه كانت تعبد على نطاق واسع بوصفها الروح الحارس للمدن من أجل الحظ الطيب في اليونان وإيطاليا وصقليه واسيا الصغرى والمستعمرات اليونانية في سوريا.
على هذا النحو كانت تصور عادة انها متوجه بتاج على شكل جدار المدينة وتحمل عقد الوفرة (قرن الوفرة) (Horn of Plenty) مملوء من ثمار الأرض.